# Жулдиз (Єгіндикольський район)
Жулди́з (каз. Жұлдыз) — село у складі Єгіндикольського району Акмолинської області Казахстану. Входить до складу Жалманкулацького сільського округу.
Населення — 78 осіб (2021; 50 у 2009, 370 у 1999, 800 у 1989).
Національний склад станом на 1989 рік:
- казахи — 64 %;
- росіяни — 21 %.

У радянські часи село ще називалось Шорасан.